# Делберн
Делберн (англ. Delburne) — село в Канаді, у провінції Альберта, у складі муніципального району Ред-Дір.

## Населення
За даними перепису 2016 року, село нараховувало 892 особи, показавши зростання на 7,5%, порівняно з 2011-м роком. Середня густина населення становила 224 осіб/км².
З офіційних мов обидвома одночасно володіли 15 жителів, тільки англійською — 870, а 5 — жодною з них. Усього 45 осіб вважали рідною мовою не одну з офіційних, з них 5 — українську.
Працездатне населення становило 460 осіб (66,2% усього населення), рівень безробіття — 9,8% (17,6% серед чоловіків та 4,9% серед жінок). 89,1% осіб були найманими працівниками, а 10,9% — самозайнятими.
Середній дохід на особу становив $43 261 (медіана $33 280), при цьому для чоловіків — $54 747, а для жінок $32 955 (медіани — $46 336 та $26 048 відповідно).
32,1% мешканців мали закінчену шкільну освіту, не мали закінченої шкільної освіти — 23,6%, 43,6% мали післяшкільну освіту, з яких 6,6% мали диплом бакалавра, або вищий.
| Статево-вікова структура населення | Статево-вікова структура населення | Статево-вікова структура населення | Статево-вікова структура населення | Статево-вікова структура населення |
| ---------------------------------- | ---------------------------------- | ---------------------------------- | ---------------------------------- | ---------------------------------- |
|                                    |                                    |                                    |                                    |                                    |
| Всього                             | Всього                             | 50,0%                              |                                    |                                    |
| 0 — 14 років                       | 0 — 14 років                       |                                    | 20,8%                              | 20,8%                              |
| 15 — 64 років                      | 15 — 64 років                      |                                    | 65,2%                              | 65,2%                              |
| 65 і більше                        | 65 і більше                        |                                    | 14%                                | 14%                                |
| 85 і більше                        | 85 і більше                        |                                    | 1,1%                               | 1,1%                               |
| Середній вік (років)               | Середній вік (років)               | 38,540,1                           | 39,3                               | 39,3                               |
| Медіана (років)                    | Медіана (років)                    | 38,641,3                           | 40,2                               | 40,2                               |
| — чоловіки — жінки                 |                                    |                                    |                                    |                                    |

| Походження мешканців:     | Походження мешканців:     | Походження мешканців: | Походження мешканців: | Походження мешканців: |
| ------------------------- | ------------------------- | --------------------- | --------------------- | --------------------- |
| Походження                |                           |                       | осіб                  | %                     |
| Корінні американці        | Корінні американці        |                       | 55                    | 6.18%                 |
| Інше північноамериканське | Інше північноамериканське |                       | 195                   | 21.91%                |
| Європейське               | Європейське               |                       | 710                   | 79.78%                |
| британське                | британське                |                       | 435                   | 48.88%                |
| французьке                | французьке                |                       | 25                    | 2.81%                 |
| українське                | українське                |                       | 120                   | 13.48%                |
| Латинськоамериканське     | Латинськоамериканське     |                       | 10                    | 1.12%                 |
| Карибське                 | Карибське                 |                       | 15                    | 1.69%                 |

| Зайнятість населення за галузями (за класифікацією NOC): | Зайнятість населення за галузями (за класифікацією NOC): | Зайнятість населення за галузями (за класифікацією NOC): | Зайнятість населення за галузями (за класифікацією NOC): | Зайнятість населення за галузями (за класифікацією NOC): |
| -------------------------------------------------------- | -------------------------------------------------------- | -------------------------------------------------------- | -------------------------------------------------------- | -------------------------------------------------------- |
|                                                          |                                                          |                                                          |                                                          |                                                          |
| Управління                                               | Управління                                               |                                                          | 10,9%                                                    | 10,9%                                                    |
| Бізнес, фінанси та адміністрування                       | Бізнес, фінанси та адміністрування                       |                                                          | 9,8%                                                     | 9,8%                                                     |
| Природничі та прикладні науки                            | Природничі та прикладні науки                            |                                                          | 3,3%                                                     | 3,3%                                                     |
| Охорона здоров'я                                         | Охорона здоров'я                                         |                                                          | 3,3%                                                     | 3,3%                                                     |
| Освіта, правозахист, муніципальні та урядові служби      | Освіта, правозахист, муніципальні та урядові служби      |                                                          | 8,7%                                                     | 8,7%                                                     |
| Мистецтво, культура, відпочинок та спорт                 | Мистецтво, культура, відпочинок та спорт                 |                                                          | 2,2%                                                     | 2,2%                                                     |
| Роздрібна торгівля та послуги                            | Роздрібна торгівля та послуги                            |                                                          | 18,5%                                                    | 18,5%                                                    |
| Гуртова торгівля, транспорт та обладнання                | Гуртова торгівля, транспорт та обладнання                |                                                          | 26,1%                                                    | 26,1%                                                    |
| Природні ресурси, сільське господарство                  | Природні ресурси, сільське господарство                  |                                                          | 10,9%                                                    | 10,9%                                                    |
| Виробництво                                              | Виробництво                                              |                                                          | 8,7%                                                     | 8,7%                                                     |

## Клімат
Середня річна температура становить 2,9°C, середня максимальна – 21,8°C, а середня мінімальна – -18,9°C. Середня річна кількість опадів – 471 мм.
| Клімат поселення                              | Клімат поселення | Клімат поселення | Клімат поселення | Клімат поселення | Клімат поселення | Клімат поселення | Клімат поселення | Клімат поселення | Клімат поселення | Клімат поселення | Клімат поселення | Клімат поселення | Клімат поселення |
| Показник                                      | Січ.             | Лют.             | Бер.             | Квіт.            | Трав.            | Черв.            | Лип.             | Серп.            | Вер.             | Жовт.            | Лист.            | Груд.            |                  |
| Середній максимум, °C                         | −5,69            | −2,38            | 2,66             | 10,69            | 16,50            | 20,48            | 21,81            | 21,14            | 15,95            | 10,46            | 1,36             | −4,56            |                  |
| Середня температура, °C                       | −12,3            | −9               | −3,94            | 4,11             | 9,88             | 13,87            | 16,21            | 15,52            | 10,34            | 4,82             | −4,27            | −10,18           |                  |
| Середній мінімум, °C                          | −18,91           | −15,6            | −10,55           | −2,5             | 3,29             | 7,26             | 10,59            | 9,93             | 4,74             | −0,77            | −9,87            | −15,8            |                  |
| Норма опадів, мм                              | 18               | 15               | 24               | 24               | 50               | 82               | 92               | 64               | 49               | 21               | 17               | 15               |                  |
| Середньомісячна швидкість вітру, м/с          | 3.60             | 3.50             | 3.78             | 4.06             | 4.09             | 3.70             | 3.30             | 3.20             | 3.50             | 3.75             | 3.80             | 3.78             |                  |
| Середньомісячна сонячна радіація, кДж/м²·день | 3805             | 7315             | 12333            | 17314            | 20805            | 22051            | 22759            | 19178            | 13254            | 7983             | 4078             | 2900             |                  |
| --------------------------------------------- | ---------------- | ---------------- | ---------------- | ---------------- | ---------------- | ---------------- | ---------------- | ---------------- | ---------------- | ---------------- | ---------------- | ---------------- | ---------------- |
| Джерело:                                      |                  |                  |                  |                  |                  |                  |                  |                  |                  |                  |                  |                  |                  |